# Fudbalska utakmica Barbados – Grenada (1994)
Dana 27. januara 1994. fudbalske reprezentacije Barbadosa i Grenade odigrale su utakmicu u sklopu kvalifikacija za Karipski kup 1994. Usled neobičnog pravila igre koje je tada bilo na snazi, i usled položaja oba tima na tabeli, bilo je najpre u interesu Barbadosa, a potom Grenade da postignu autogol. Ishod ovoga je opisan kao „jedna od najčudnijih fudbalskih utakmica ikad odigranih”.
Organizatori turnira su doneli pravilo po kojem svaki meč mora da ima pobednika, a odlučili su i da odrede neobičnu varijantu pravila zlatnog gola po kojoj prvi gol postignut u produžecima ne samo da odmah određuje pobednika utakmice, nego i važi kao dva gola. Barbadosu je pre ove utakmice trebala pobeda od bar dva gola razlike kako bi se kvalifikovao na završni turnir. Kada je Grenada postigla gol pri kraju regularnog dela igre, smanjivši prednost Barbadosa na 2:1, Barbados je namerno postigao autogol kako bi se igrali produžeci u kojima bi mogli da postignu još jedan, zlatni, gol i time dođu do pobede od dva gola razlike.

## Pozadina
Karipski kup 1994. bio je peti po redu i igrao se na Trinidadu i Tobagu. Kvalifikacije za turnir su se igrale širom Kariba početkom iste godine. Barbados, Grenada i Portoriko su bili određeni u kvalifikacionu grupu 1. Organizatori su uveli pravilo da se nijedna utakmica ne sme završiti nerešeno, kao i da zlatni gol vredi kao dva. Turnir po jednokružnom bod-sistemu je počeo na Barbadosu 23. januara kada su domaćini izgubili od Portorika sa 0:1. Dva dana kasnije, Grenada je pobedila Portoriko sa 2:0, postigavši zlatni gol u produžetku. Time je Grenada došla na čelo tabele sa gol-razlikom +2. Stoga je Barbadosu u poslednjoj utakmici jedino odgovarala pobeda nad Grenadom od bar dva gola razlike.
Pre ove utakmice, tabela grupe 1 izgledala je ovako:
| Reprezentacija | Uta | Pob | Ner | Por | GD | GP | GR | Poena |
| -------------- | --- | --- | --- | --- | -- | -- | -- | ----- |
| Grenada        | 1   | 1   | 0   | 0   | 2  | 0  | +2 | 3     |
| Portoriko      | 2   | 1   | 0   | 1   | 1  | 2  | -1 | 3     |
| Barbados       | 1   | 0   | 0   | 1   | 0  | 1  | -1 | 0     |

## Utakmica
Utakmica je bila igrana na Barbadoskom nacionalnom stadionu u Sen Mišelu.
Meč je počeo uobičajeno i Barbados je postigao dva gola, što bi bio rezultat koji ih je kvalifikovao za završni turnir. Međutim, u 83. minutu Grenada je postigla gol i sada bi se Grenada plasirala na turnir, osim ako bi Barbados ponovo postigao gol. Barbados je napadao u narednim minutima, ali bezuspešno. U 87. minutu, Barbados je prestao da napada protivnički gol i tada su se odbrambeni igrač Sili i golman Horas Staut jedno vreme dodavali loptom ispred svog gola pre nego što je Sili namerno šutnuo loptu u svoj gol i time izjednačio na 2:2. Ubrzo su igrači Grenade shvatili da bi njima u toj situaciji odgovaralo čak i da i sami postignu autogol kako se ne bi igrali produžeci u kojima bi Barbados mogao da postigne zlatni gol. Preostalih nekoliko minuta provedeno je u pokušajima Grenade da postigne autogol u kojima su ih sprečavali igrači Barbadosa.
Na kraju je regularni deo meča završen rezultatom 2:2 pa su se igrali produžeci u kojima je Barbados postigao zlatni gol i time se, rezultatom 4:2, kvalifikovao na završni turnir.
Konačna tabela grupe 1 izgledala je ovako:
| Reprezentacija | Uta | Pob | Ner | Por | GD | GP | GR | Poena |
| -------------- | --- | --- | --- | --- | -- | -- | -- | ----- |
| Barbados       | 2   | 1   | 0   | 1   | 4  | 3  | +1 | 3     |
| Grenada        | 2   | 1   | 0   | 1   | 4  | 4  | 0  | 3     |
| Portoriko      | 2   | 1   | 0   | 1   | 1  | 2  | -1 | 3     |

## Posle utakmice
Utakmici nije bilo pridato previše pažnje, iako su izveštaji o njoj bili objavljeni u britanskom Gardijanu i Tajmsu. Priča o njoj je napisana i u knjizi Sports Law iz 2005. godine.
Na pres-konferenciji posle utakmice, selektor Grenade Džejms Klarkson je izjavio:
„Osećam se prevarenim. Osoba koja je smislila ovakva pravila mora biti da je kandidat za ludnicu. Utakmica nikad ne bi trebalo da se igra sa toliko igrača koji zbunjeno trčkaraju okolo. Naši igrači nisu znali da li da napadaju na protivnički ili na svoj gol. Nikad nisam video ovako nešto. U fudbalu valjda treba da dajete golove protivniku, a ne sebi.”
Pravilo zlatnog gola je u toku ovog kvalifikacionog turnira bilo upotrebljeno ukupno pet puta, a otad više nikad u Karipskom kupu.

## Epilog
Barbados je završio na trećem mestu grupe A Karipskog kupa, nakon nerešenih utakmica protiv Gvadelupa i Dominike te poraza od Trinidada i Tobaga koji je kasnije i osvojio turnir.

## Spoljašnje veze
- Kratak film u kojem je objašnjena utakmica